# Люмінесцентна лампа

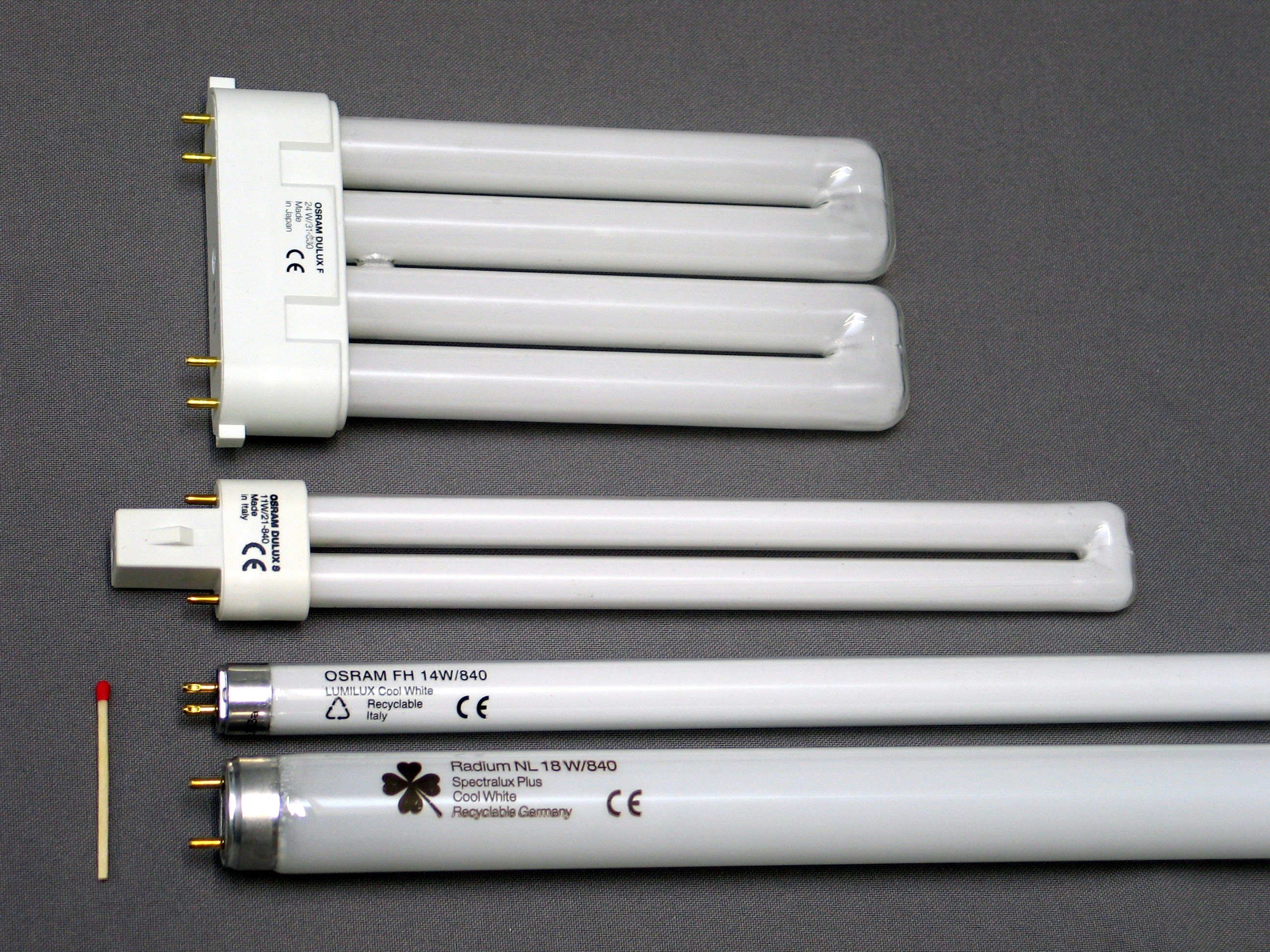
Види люмінесцентних ламп

Позначення люмінесцентних ламп у схемотехніці

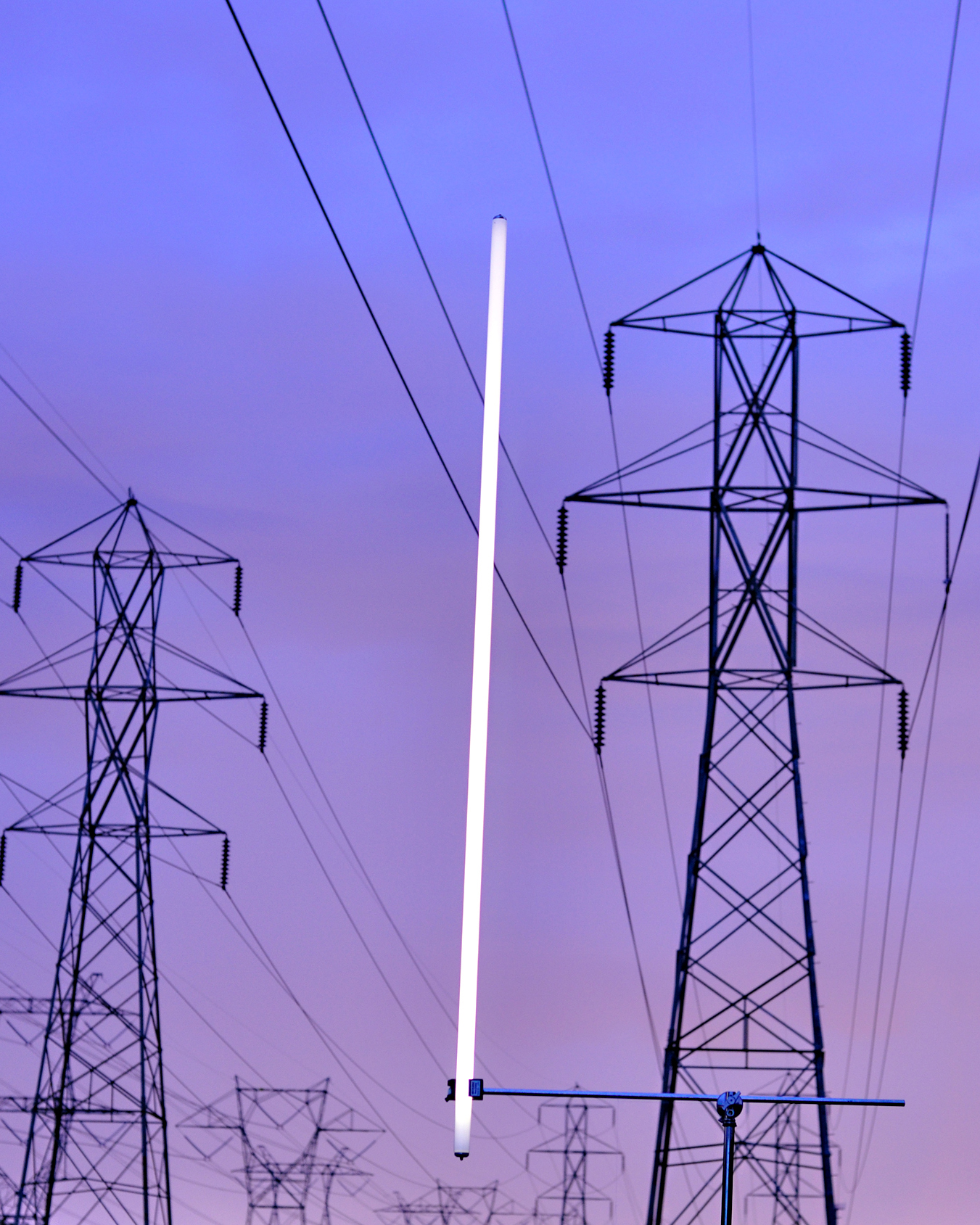
Свічення лампи в сильному електромагнітному полі під ЛЕП

Люмінесце́нтна (флуоресцентна) ла́мпа, лампа денного світла — газорозрядне джерело світла, світловий потік якого визначається в основному світінням люмінофорів під впливом ультрафіолетового випромінювання електричного розряду в парах ртуті: до появи світлодіодних ламп широко застосовувалися для загального освітлення, оскільки мали світлову віддачу і термін служби в кілька разів більший, ніж у ламп розжарення того ж призначення.

## Застосування люмінесцентних ламп

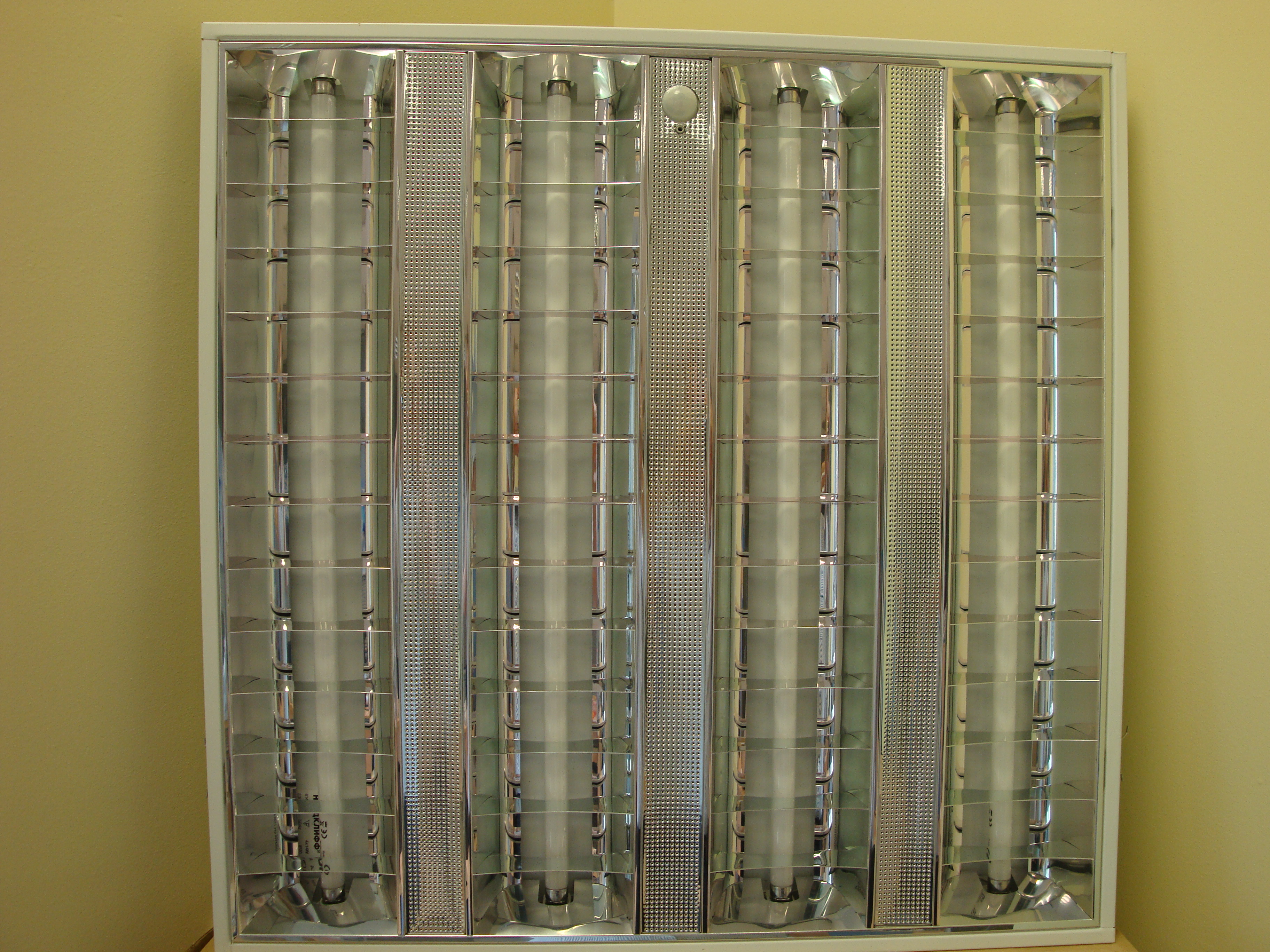
Мінісенсор2 і DALI ЕПРА в світильнику (дозволяють окреме керування кожного світильника)

Люмінесцентні лампи — до 2010-х років, найрозповсюдженіші й ощадніші джерела світла для створення розсіяного освітлення у приміщеннях нежитлових будинків: офісах, школах, навчальних і дослідницьких інститутах, лікарнях, магазинах, банках, підприємствах. З появою сучасних компактних люмінесцентних ламп, призначених для встановлення в звичайні патрони E27 або ж E14 замість ламп з ниткою розжарювання, вони стали завойовувати популярність і в побуті. Застосування електронних пускорегулювальних пристроїв (баластів) замість традиційних, електромагнітних, дозволяло ще більше поліпшити характеристики люмінесцентних ламп — позбутися від мерехтіння і гудіння, збільшити економічність, підвищити компактність та зручність.
Головними перевагами люмінесцентних ламп у порівнянні з лампами розжарення, є висока світловіддача (люмінесцентна лампа у 23 Вт дає таку ж освітленість як 100 Вт лампа розжарювання у випадку використання ламп КЛЛ, та 80 Вт у випадку використання лінійних ламп (люм, трубчастих, ртутна люмінесцентна лампа низького тиску)) і тривалий термін служби (6000...20000 годин проти 1000...2000 годин). Це дозволяло за допомогою люмінесцентних ламп заощаджувати значні кошти, незважаючи на вищу початкову ціну.
Застосування люмінесцентних ламп було особливо доцільним у випадках, коли висока освітленість була потрібна в приміщенні тривалий час, оскільки вмикання для цих ламп є найнебезпечнішим режимом і постійні вмикання-вимикання дуже знижують термін їхньої служби. Найбільш розповсюдженим різновидом подібних джерел світла була ртутна люмінесцентна лампа низького тиску. Вона є скляною трубкою (колбою), заповненою парами ртуті, з нанесеним на внутрішню поверхню шаром люмінофора.

## Історія
Першим пращуром лампи денного світла була лампа Генріха Гайслера, який 1856 року одержав синювате світіння від заповненої газом трубки, збудженої за допомогою соленоїда. На всесвітній виставці в Чикаго (штат Іллінойс, 1893 рік) Томас Едісон вперше показав людству люмінесцентне світіння. 1894 року М. Моор створив лампу, у котрій використовувався азот і вуглекислий газ, що випромінювали рожево-біле світло. Ця лампа мала досить помірний успіх. Пітер Купер Г'юіт 1901 року, демонстрував ртутну лампу, яка світилася синьо-зеленим кольором, і тому була непридатна для практичних застосувань. Її дизайн, однак, був дуже наближеним до сучасного, і лампа мала набагато вищу ефективність, ніж лампи Гайслера чи Еллінойса. 1926 року Едмунд Джермер та його співробітники запропонували збільшити тиск у колбах, а також почали покривати їх флуоресцентним порошком, який перетворював ультрафіолетове світло, що випромінюється збудженою плазмою, на однорідне біле світло. Е. Джермер сьогодні визнаний як винахідник лампи денного світла. General Electric пізніше викупила патент Е. Джермера, і під керівництвом Джорджа Е. Інмана забезпечила лампам денного світла широке комерційне використання, з початком від 1938 року.

## Принцип роботи

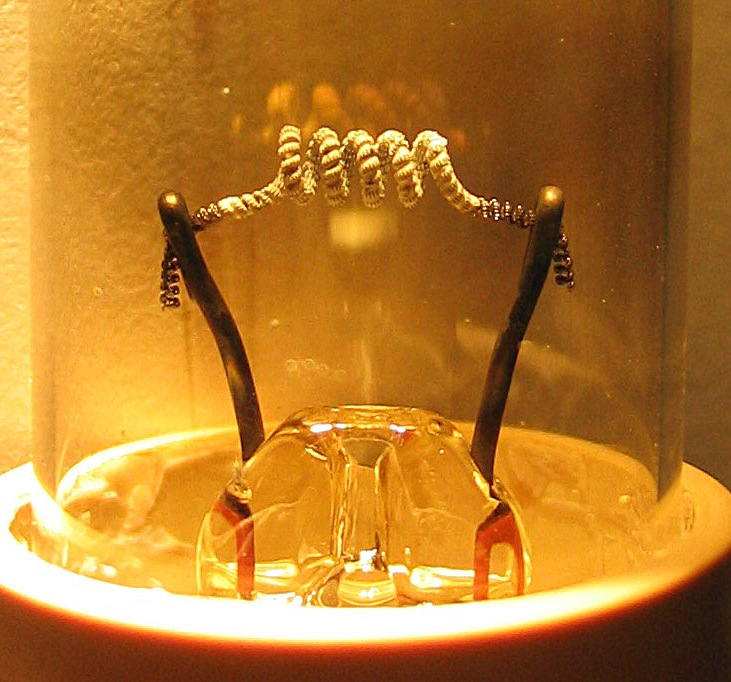
Електрод ультрафіолетової лампи з прозорою колбою, без люмінофору

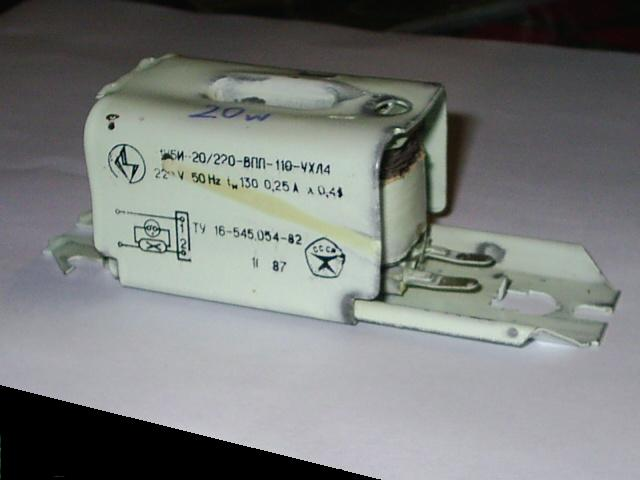
Електромагнітний баласт (дросель) для люмінесцентної лампи на 20Вт з зображенням принципової схеми увімкнення виробництва колишнього СРСР, 1987 рік

Під час роботи люмінесцентної лампи низького тиску між двома електродами, що розташовані на протилежних кінцях лампи і являють собою нитки розжарення, виникає електричний струм та, як наслідок, тліючий розряд на відміну від люмінесцентних ртутних газорозрядних ламп високого тиску, в яких немає ниток розжарення і між електродами виникає дуговий розряд. У лампі, яка заповнена парами ртуті, змінний струм призводить до появи УФ-випромінення. Це випромінення невидиме для людського ока, тому його перетворюють на видиме світло за допомогою явища люмінесценції. Для цього внутрішні стінки лампи покриті спеціальною речовиною — люмінофором, що поглинає УФ-випромінювання і випромінює видиме світло. Змінюючи склад люмінофора, можна змінювати відтінок одержаного світла.

## Особливості увімкнення

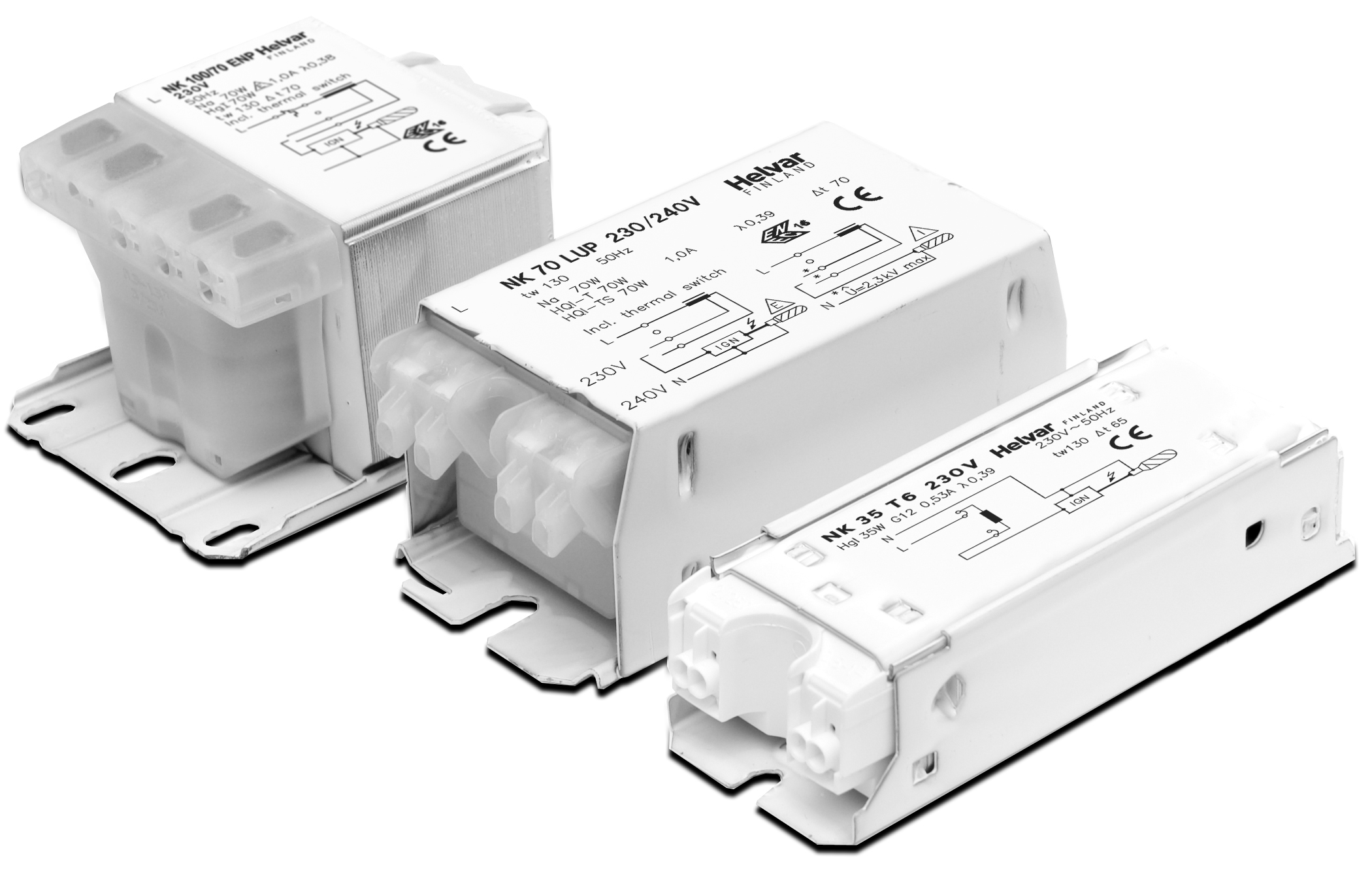
Сучасний до 2010-х років електромагнітний баласт

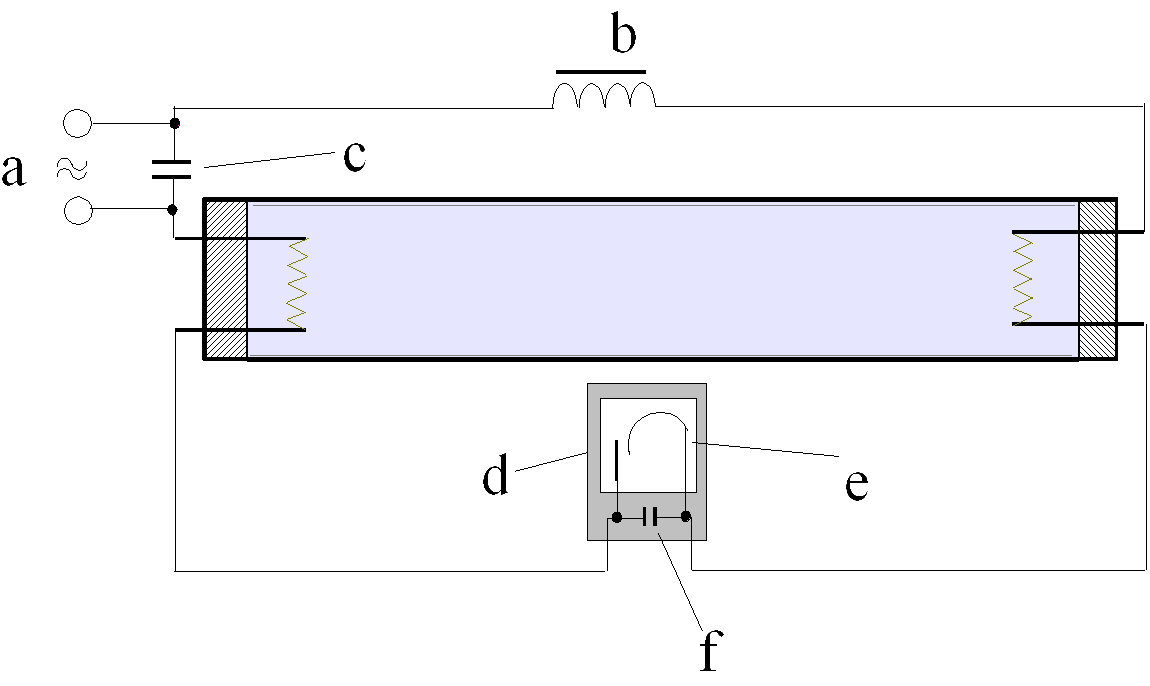
Схема приєднання лінійної ЛЛ з електромагнітним баластом: а-мережевий вхід 220В, b-дросель, d-стартер, c-компенсаційний конденсатор, е-біметалевий електрод, f-конденсатор

### Обмеження струму
З погляду електротехніки люмінесцентна лампа — пристрій зі слабким опором (чим більший струм крізь неї проходить — тим більше знижується її опір). До того-ж газовий розряд у лампі відбувається за відносно сталої напруги на електродах лампи, яка в основному визначається густиною парів ртуті та довжиною лампи і становить для різних ламп біля 60-120В. Тому за безпосереднього приєднання до електричної мережі з більшою напругою, лампа дуже швидко вийде з ладу через стрімке зростання струму, що буде проходити крізь неї при такому увімкненні. Щоб запобігти цьому, лампи до мережі вмикають крізь спеціальний пристрій обмеження струму (баласт).
У найпростішому випадку, баластом може бути звичайний резистор, однак у такому баласті значна кількість енергії буде втрачена на нагрів баласту. Щоб уникнути цих втрат при живленні ламп змінним струмом, як баласт застосовують реактивний опір (конденсатор або котушку індуктивності). Під час увімкнення, за допомогою стартера електромагнітний баласт індукує підвищену напругу задля пробою іскрового проміжку між електродами.
На початок ХХ століття, найбільше поширення одержали два типи баластів — електромагнітний та електронний.

### Електромагнітний баласт
Виготовлений у часи СРСР електромагнітний баласт «1УБИ20», був значним проривом у цій області. Вадою був його низький ККД, тому що реактивна потужність баласту більша від потужності лампи.
Електромагнітний баласт — це індуктивний опір (дросель), який вмикається послідовно з лампою. Для запуску лампи з таким типом баласту потрібний також стартер або кнопка.
Перевагами такого типу баласту є його простота, відносна дешевина, великий термін експлуатації та висока надійність.
Вади — мерехтіння ламп із частотою вдвічі більшою від частоти мережевої напруги (частота мережевої напруги в Україні дорівнює 50 Гц), що підвищує стомлюваність і може негативно позначатися на зорі людини, відносно довгий запуск (звичайно 1-3 сек, час збільшується в міру зносу лампи), більше споживання енергії (приблизно на 20 %) порівняно з електронним баластом, більші розміри, вага, металоємність. Дросель також, може видавати низькочастотний гул та нагріватись.
Крім перерахованих вище хиб, можна відзначити ще одну. Під час спостереження певного предмету з обертовим, або коливальним рухом з частотою рівною, або кратною частоті мерехтіння люмінесцентних ламп з електромагнітним баластом, такі предмети будуть здаватися нерухомими через так званий ефект стробування. Наприклад, цей ефект може відбуватися на шпилі токарного або свердлильного верстата, циркулярної пилки, мішалки кухонного міксера, блоці ножів вібраційної електробритви. Щоб уникнути травмування, на виробництві заборонено використовувати люмінесцентні лампи для освітлення рухомих частин верстатів і механізмів без додаткового підсвічування лампами розжарення.

### Механізм запуску лампи з електромагнітним баластом

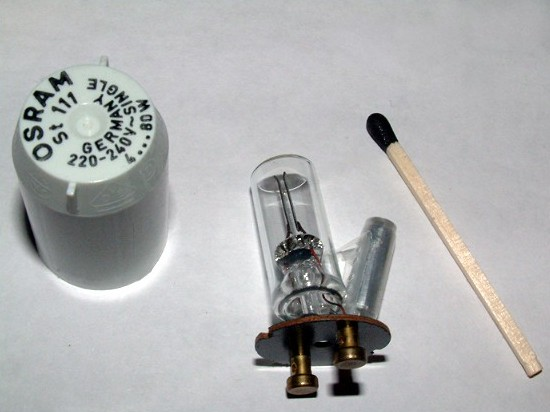
Стартер

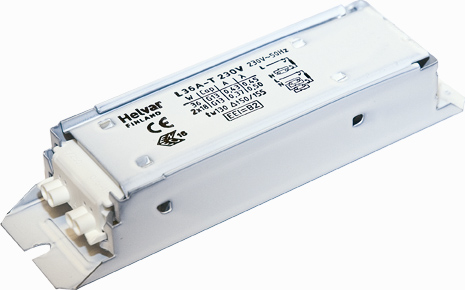
Електромагнітний баласт, ПРА B2-класу (Helvar)

У класичній схемі увімкнення з електромагнітним баластом, для автоматичного регулювання процесу запалювання лампи застосовується пускач (стартер), що являє собою маленьку газорозрядну лампочку з неоновим наповненням і двома металевими електродами. Один електрод пускача нерухомий жорсткий, інший — біметалевий, що згинається при нагріванні. У початковому стані електроди пускача розімкнуті. Пускач приєднується паралельно лампі. У мить вмикання до електродів лампи і пускача прикладається повна напруга мережі, тому що струм крізь лампу відсутній і падіння напруги на дроселі дорівнює нулеві. Електроди лампи холодні і напруги мережі недостатньо для її запалювання. Але в пускачі від прикладеної напруги виникає розряд, внаслідок якого струм проходить крізь електроди лампи і пускача. Струм розряду малий для нагрівання електродів лампи, але достатній для електродів пускача, від чого біметалева пластинка, нагріваючись, згинається і замикається з жорстким електродом. Струм у спільному колі зростає і розігріває електроди лампи. У наступний момент електроди пускача остигають і розмикаються. Миттєвий розрив кола струму викликає миттєвий пік напруги на дроселі, що забезпечує запалювання лампи. До цієї миті електроди люмінесцентної лампи вже досить розігріті. Розряд у лампі виникає спочатку в середовищі аргону, а потім, після випаровування ртуті, стає ртутним. У процесі горіння напруга на лампі й пускачі складає близько половини напруги мережі за рахунок падіння напруги на дроселі, що запобігає повторному спрацьовуванню пускача. У процесі запалювання лампи пускач іноді спрацьовує кілька разів поспіль унаслідок відхилень у взаємозалежних між собою характеристик пускача і лампи.

### Електронний баласт

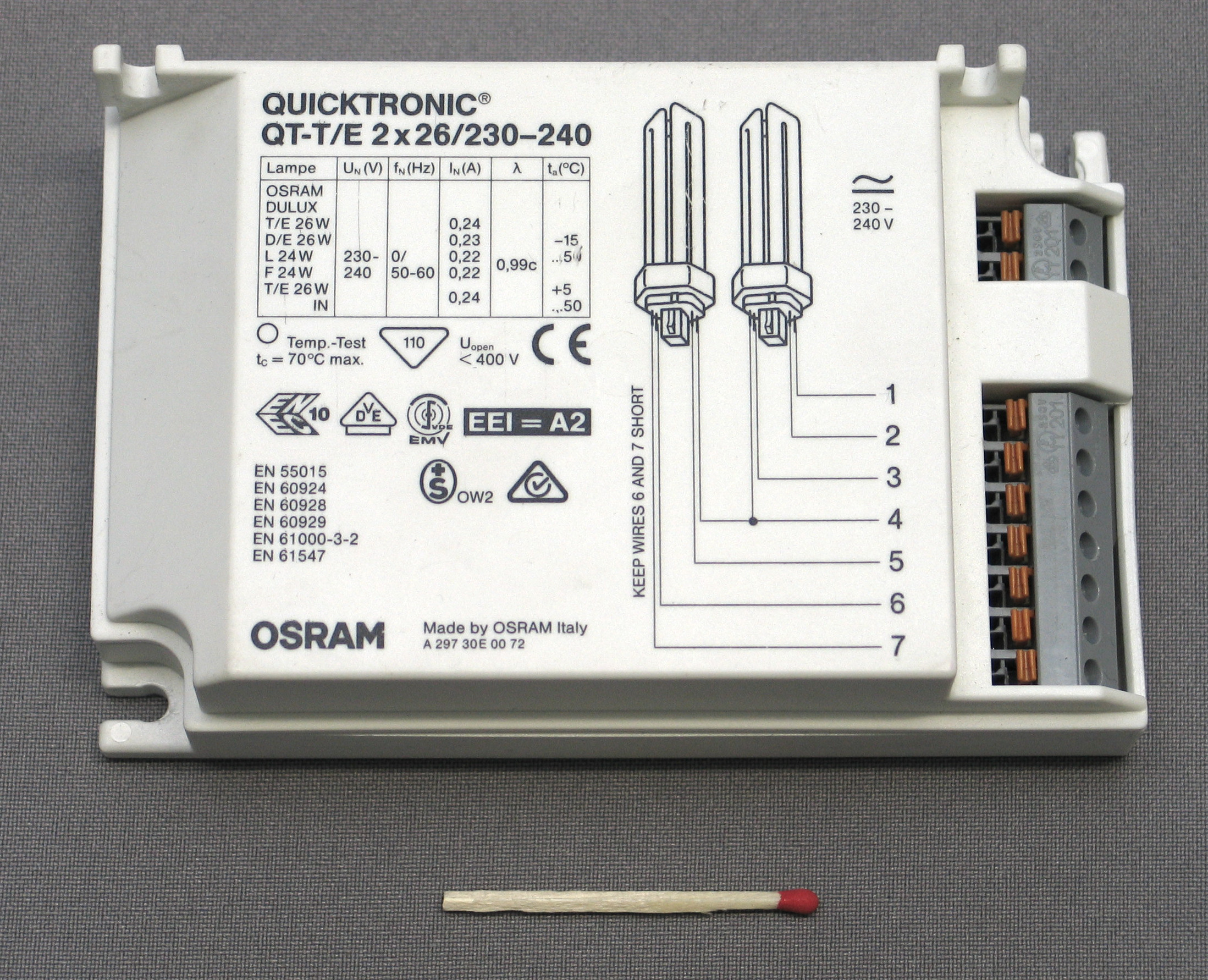
Електронний баласт

Електронний баласт (скорочено ЕПРА - Електронний Пускорегулювальний Апарат) — це електронна схема, що перетворює напругу мережі на високочастотний (20-60 кГц) змінний струм, який живить лампу. Перевагами такого баласту є відсутність мерехтіння і гулу, менші розміри й вага, порівняно з електромагнітним баластом.
За використання електронного баласту, можливо досягти миттєвого запуску лампи (холодний старт), однак такий режим несприятливо позначається на терміні служби лампи.
За використання схем з попереднім підігрівом електродів (плавний старт) лампа запалюється із затримкою, однак, цей режим дозволяє збільшити термін служби лампи. В таких схемах використовуються позистори або терморезистори.
- ЕПРА для 1-10В системи. Ними можна керувати у групі або окремо. Можна з'єднати з давачем денного світла і тоді, у світлий час дня, давач зменшує яскравість лампи. Особливо був поширений у шкільних класах, інститутах і переговорних кімнатах.

Останнім часом замість нього використовували нові цифрові ЕПРА за протоколом DALI.
- ЕПРА за DALI-протоколом, дозволяють індивідуальне керування кожного світильника, і тому він був дуже енергоефективним. Керування освітленням можна робити за допомогою давачів присутності та денного світла. Вимикачів більше не було потрібно, коли автоматика вмикає у потрібному місці світло та вимикає, коли нікого більше немає у приміщенні.
- Останні 2010-і роки в Україні та Європі у багатьох школах, лікарнях та офісах застаріле освітлення замінюють новими системами керування зі світлодіодними світильниками, завдяки чому досягається енергоощадження від 60 % до 82 %.

Прості та дешеві схеми електронних баластів не розраховано на ввімкнення у мережу без навантаження (за відсутній, або знятій лампі). У такому разі, схеми виходять з ладу. Тому більшість люмінесцентних світильників продаються у комплекті з лампами.
Прості та дешеві електронні баласти також могли вийти з ладу у разі перегоряння/обриву електроду лампи.

## Причини виходу з ладу
Електроди люмінесцентної лампи — вольфрамові нитки, покриті пастою (активною масою) з осно́вних металів. Ця паста і забезпечує стабільний тліючий розряд, тож якби її не було, вольфрамові нитки дуже швидко перегрілися б і згоріли. Впродовж роботи паста поступово обсипається з електродів, вигорає, випаровується, особливо при частих увімкненнях, коли якийсь час розряд відбувається не по всій площі електрода, а на невеликій ділянці його поверхні, що призводить до місцевого перегріву. Звідси потемніння на кінцях лампи, яке часто спостерігається ближче до закінчення терміну служби. Коли паста вигорить цілком, струм у лампі починає знижуватися, а напруга, відповідно, зростати. Це призводить до того, що починає постійно спрацьовувати стартер — звідси усім відоме миготіння ламп, котрі виходять з ладу. Електроди лампи постійно розігріваються і, зрештою, одна з ниток перегорає. Це відбувається приблизно через 2...3 дні, залежно від виробника лампи. Після цього хвилину-другу лампа горить без усіляких мерехтінь, але це останні хвилини в її роботі. В цей час розряд відбувається на залишках перегорілого електрода, на якому вже немає пасти з основних металів, залишився тільки вольфрам. Ці залишки вольфрамової нитки дуже розігріваються, через що частково випаровуються, або обсипаються, після чого розряд починає відбуватися за рахунок траверси (це дротик, до якого кріпиться вольфрамова нитка з активною масою), вона частково оплавляється. Після цього лампа знову починає мерехтіти. Якщо її вимкнути ще раз, повторне запалювання буде неможливим. На цьому все закінчується. Вищесказане справедливо у разі використання електромагнітних баластів.

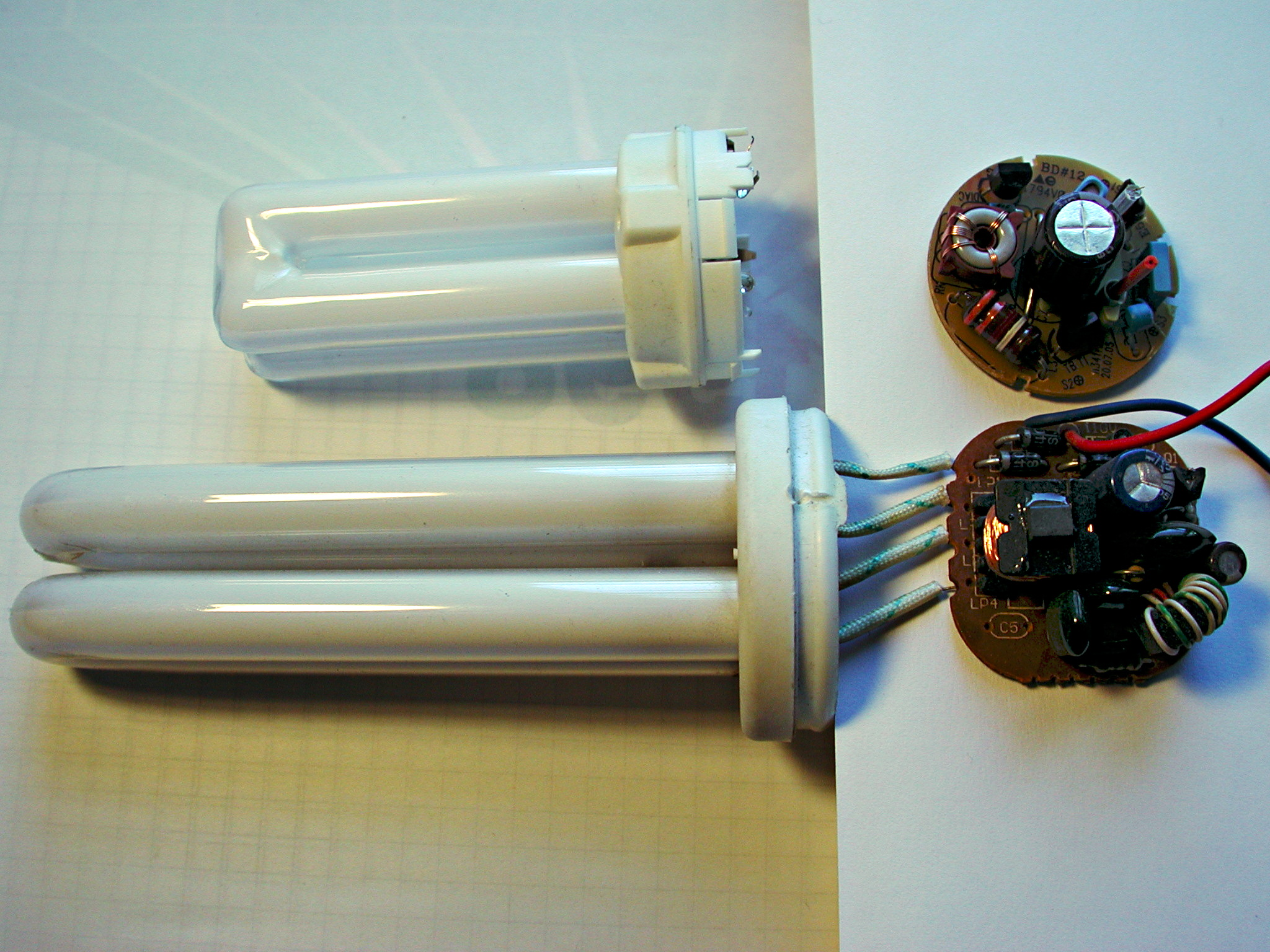
Дугові компактні люмінесцентні лампи з вбудованим електронним баластом зі знятим кожухом

Якщо ж застосовується електронний баласт, усе відбудеться трохи інакше. Поступово вигорить активна маса електродів, після чого буде відбуватися дедалі більший їхній розігрів, таким чином рано чи пізно одна з ниток перегорить. Відразу ж після цього лампа згасне без миготіння та будь-якого мерехтіння, що передбачає автоматичне вимкнення або вихід з ладу електронного баласту (залежить від його конструкції).
Іноді в лампах з електронним баластом виходить з ладу саме електронний баласт. Це може відбуватись внаслідок перегріву, наприклад, якщо компактна лампа з вбудованим електронним баластом розташована цоколем вгору і робоча температура такої лампи досить висока.
Наступним фактором є стрибки напруги та підвищена напруга в мережі.
Впродовж експлуатації лампи, робоча напруга та струм поступово підвищуються внаслідок зношення електродів лампи. При використанні дешевших аналогів компонентів електронних баластів з малим запасом по напрузі та струму такі схеми виходять з ладу.

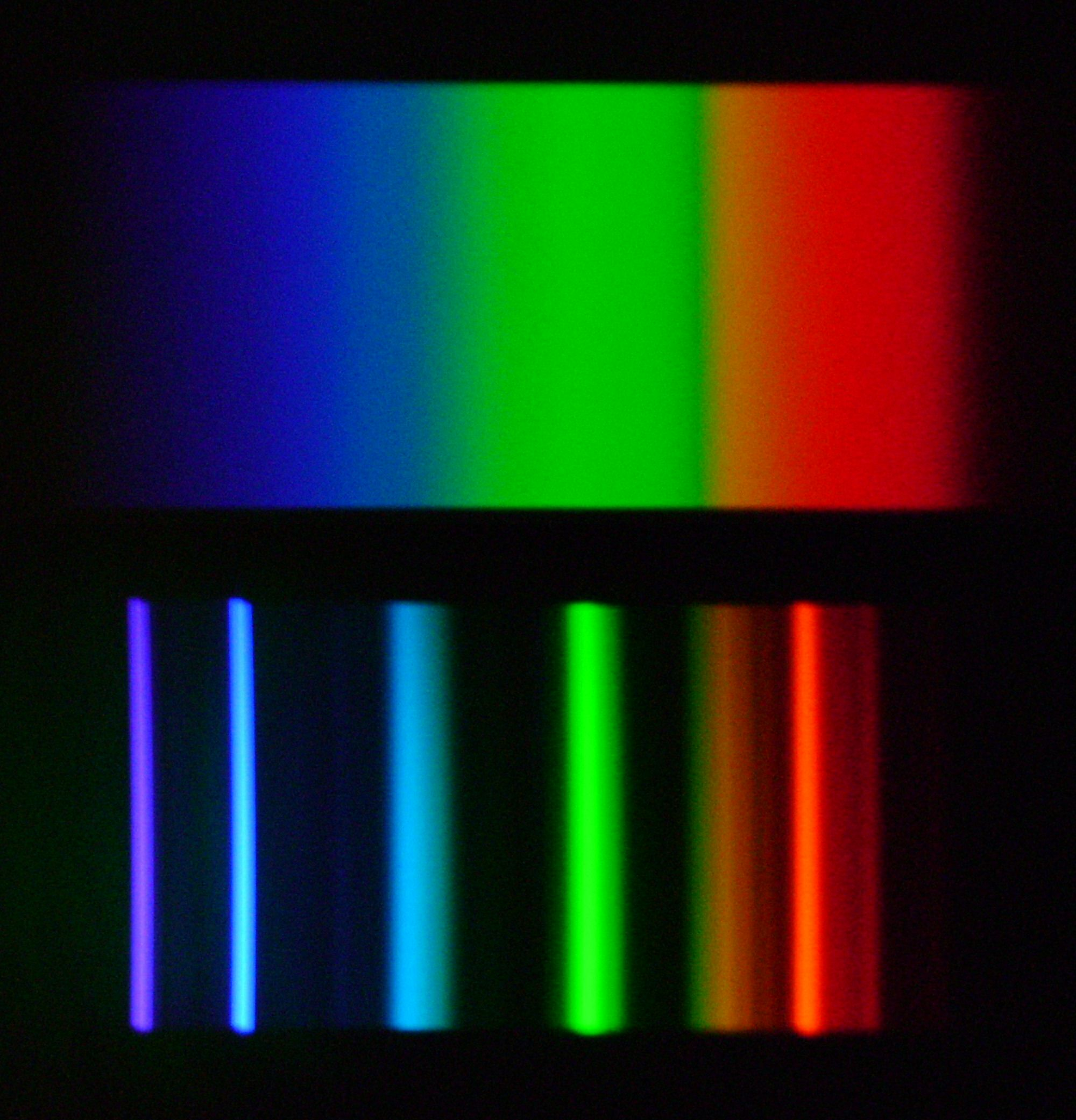
Спектр випромінювання: безперервний 60-ватної лампи розжарювання (вгорі) і лінійчастий 11-ватної компактної люмінесцентної лампи (внизу)

## Люмінофори і спектр випромінюваного світла

### Спектр
Багато людей вважають світлове випромінювання люмінесцентних ламп грубим і неприємним. Колір предметів освітлених такими лампами міг бути трохи незвичним. Частково це відбувалося через сині і зелені лінії в спектрі випромінювання газового розряду в парах ртуті, частково через тип застосовуваного люмінофора.

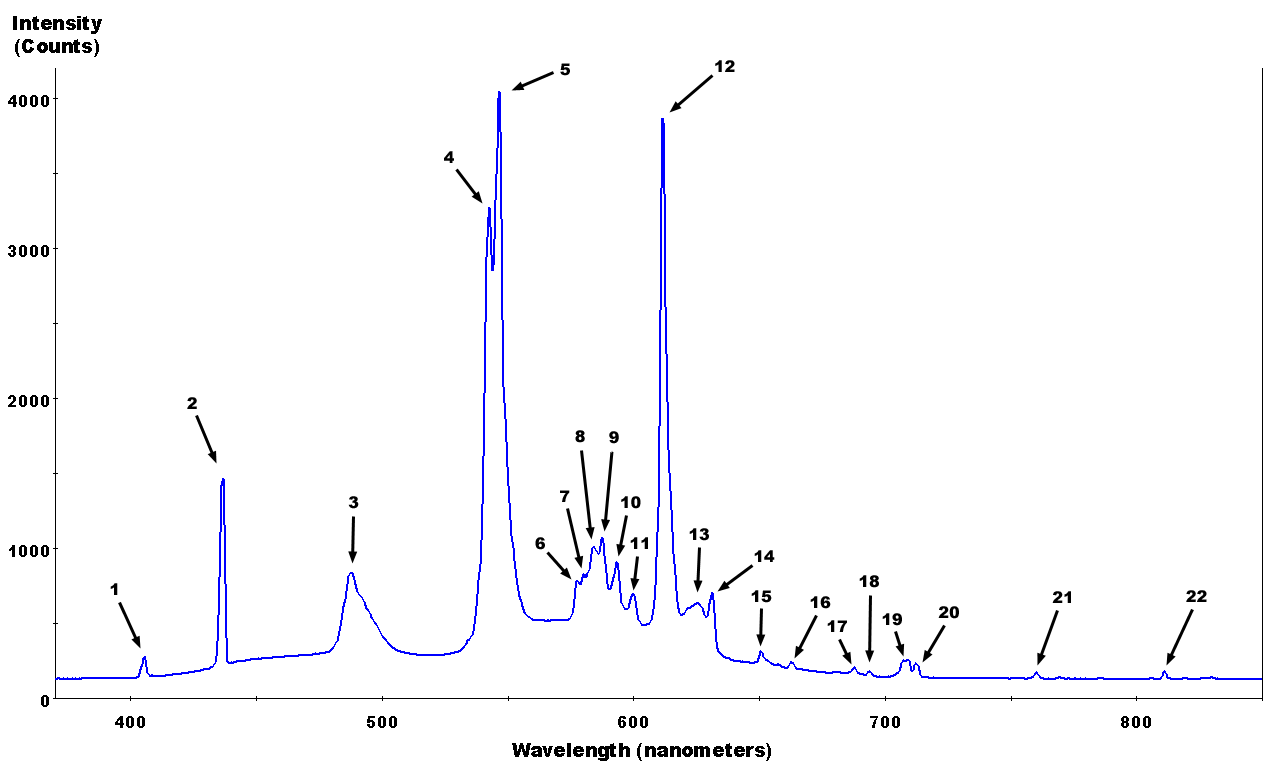
Типовий спектр люмінесцентної лампи

У багатьох дешевих лампах застосовується галофосфатний люмінофор, що випромінює здебільшого жовте і синє світло, натомість червоного і зеленого випромінюється набагато менше. Така суміш кольорів оку здається білим світлом, однак при відбиванні від предметів світло може містити неповний спектр, що сприймається як перекручування кольору. Однак такі лампи, як правило, мають дуже високу світлову віддачу.
У дорожчих лампах використовується «трилінійний» і «п'ятилінійний» люмінофор. Це дозволяло домогтися рівномірнішого розподілу випромінення у видимому спектрі, що приводить до натуральнішого відтворення світла. Однак такі лампи, як правило, мають нижчу світлову віддачу.
Також існують люмінесцентні лампи, призначені для освітлення приміщень, у яких утримують птахів. Спектр цих ламп містить ближній ультрафіолет, що дозволяє створити для них приємніше освітлення, наблизивши його до природного, тому що птахи, на відміну від людей, мають чотирикомпонентний зір.

### Індекс передавання кольору

Індекс світлової температури

Маркування, що застосовується для означення натуральності відображуваного від предметів світла лампи. Чим ближче до 10-ти, тим кольори предметів здаватимуться природнішими:
- 9 — відмінно;
- 8-9 — дуже добре;
- 7-8 — добре;
- 6-7 — задовільно.

Для домівки рекомендується лампа з індексом не нижче «8».

### Індекссвітлової температури
Маркування що розрізняє лампи за ступенем «теплоти» випромінюваного світла:
- < 35 (менше 3500 Кельвін) — теплий колір, світло такої кольорової температури подібне до світла лампи розжарення, воно створює настрій затишку та захищеності, використовується в основному для домашнього освітлення;
- 35-53 (3500-5300 К) — нейтральний колір, м'яке біле світло, ідеально пристосоване для офісного освітлення;
- > 53 (понад 5300 К) — холодний колір, використовується для офісного та промислового освітлення.

Для дому радять лампи з індексом «27».

### Фітолампи
Фітолампи — це різновид люмінесцентних ламп, які створені та використовуються навмисно для штучного освітлення рослин. Фітолампи мають більш червоний та синій спектри, ніж звичайні люмінесцентні лампи. Ці спектри необхідні для фотосинтезу рослин. Саме вони забезпечують ріст та розвиток рослин.

## Типи ламп

### Колбні або лінійні лампи

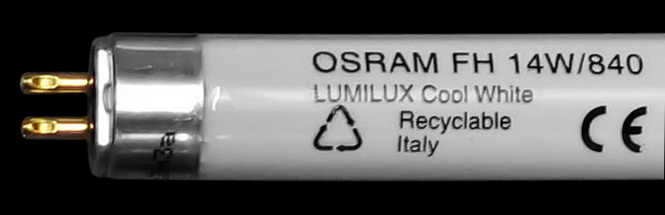
Лінійна лампа OSRAM, індекс передавання кольору 8, індекс світлової температури 4000 К (природне світло або прохолодний білий), потужність 14 Ват

За стандартами CIE лампи денного світла умовно розподіляються на колбові та компактні. Люмінесцентна лампа радянських часів потужністю 20 та 40 Вт («ЛБ-20») та сучасний (до 2014 року) європейський аналог цих ламп — T8 18 та 36W, почали повсюдно замінюватися світлодіодними лінійними лампами. Це лампи у формі скляної трубки в середині якої найчастіше розміщено світлодіодні стрічки.
Лінійні лампи розрізняють за довжиною трубки (зазвичай довжина трубки пропорційна потужності), діаметром трубки та типом цоколя (наприклад: G13 — відстань між контактами 13 мм).
| Потужність лампи | Довжина колби з цоколем G13, мм | Напруга горіння, В | Струм, А |
| ---------------- | ------------------------------- | ------------------ | -------- |
| 15 Вт            | 450                             | 58                 | 0.3      |
| 18 Вт            | 600                             | 60                 | 0.35     |
| 30 Вт            | 900                             | 108                | 0.34     |
| 36 Вт            | 1200                            |                    |          |
| 40 Вт            | 1200                            | 108                | 0.41     |
| 58 Вт            | 1500                            |                    |          |
| 80 Вт            | 1500                            | 108                | 0.82     |

| Позначення | Діаметр у дюймах | Діаметр в мм |
| ---------- | ---------------- | ------------ |
| T4         | 4/8              | 12,7         |
| T5         | 5/8              | 15,9         |
| T8         | 8/8              | 25,4         |
| T10        | 10/8             | 31,7         |
| T12        | 12/8             | 38,0         |

### Компактні лампи

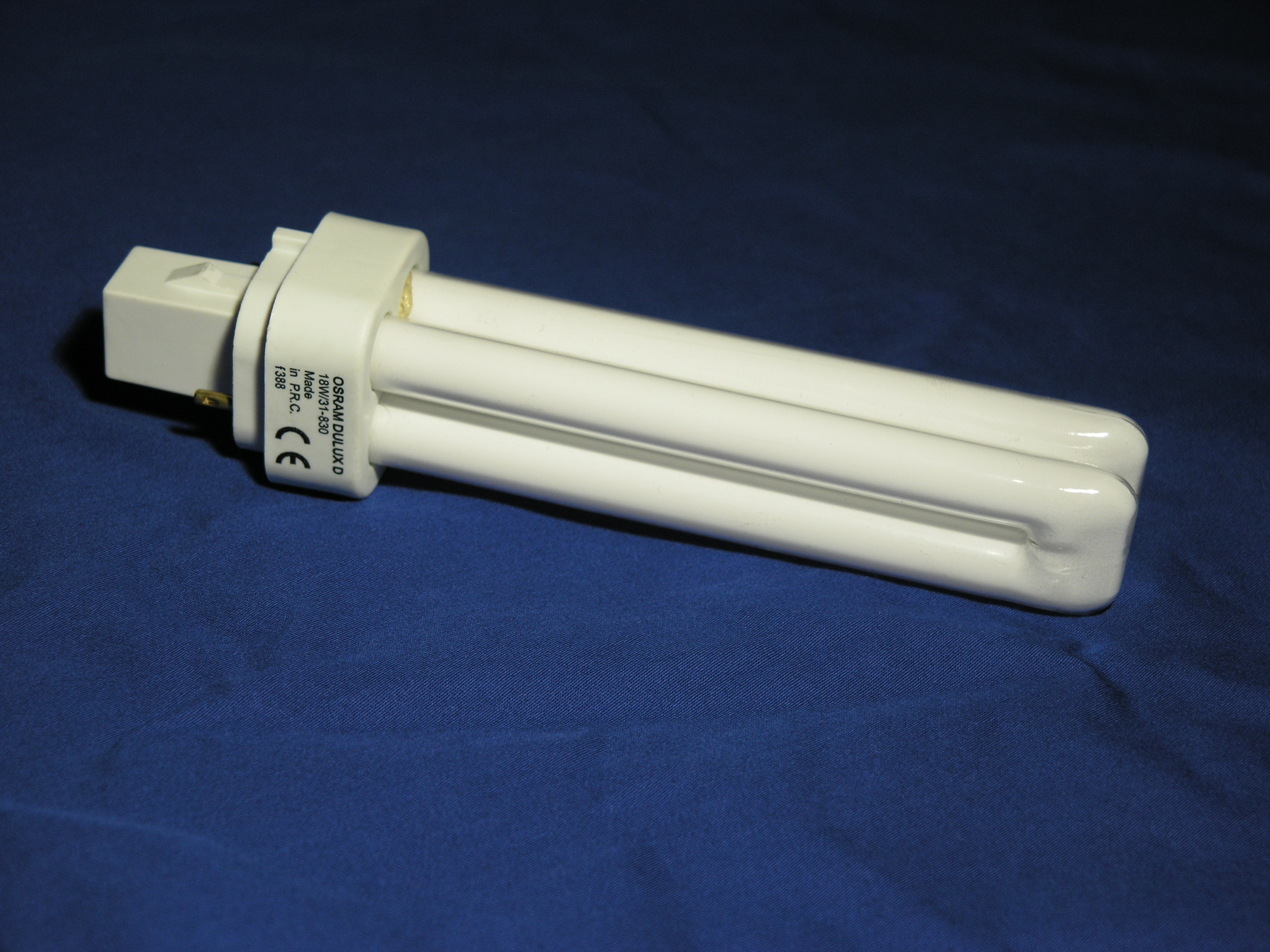
Універсальна лампа Osram для всіх типів цоколів G24

Це лампи із зігнутою трубкою. Розрізняються за типом цоколя на (G23, G24Q1, G24Q2, G24Q3) — без вбудованого баласту. Баласт розміщується у світильнику.
Випускалися також лампи під стандартні патрони E27 і E14 з вбудованим баластом, що дозволяє використовувати їх у звичайних світильниках замість ламп розжарювання. Перевагою компактних ламп була стійкість до механічних ушкоджень і невеликі розміри. Цокольні гнізда для таких ламп дуже прості для монтажу в звичайні світильники, термін служби таких ламп становить від 6000 до 15000 годин.

### G23
У лампи G23 посередині цоколя розташований стартер, для запуску лампи — додатково необхідний тільки дросель. Потужність цієї лампи звичайно не перевищує 14 Вт. Основне застосування — настільні лампи, найчастіше зустрічаються у світильниках для душових і ванних кімнат. Цокольні гнізда таких ламп мають спеціальні отвори для монтажу в звичайні настінні світильники.

### G24
Лампи G24Q1, 24Q2 і G24Q3 не мають вбудованого стартера, їхня потужність як правило від 13 до 36 Вт. Вони застосовувалися як у промислових, так і в побутових світильниках. Стандартний цоколь G24 можна кріпити як шурупами, так і на купол (сучасні моделі світильників).

## Утилізація
Усі люмінесцентні лампи містять ртуть (у дозах від 40 до 70 мг), яка є отруйною речовиною і відносяться до I класу небезпеки для довкілля. Ця кількість може заподіяти шкоду здоров'ю, коли лампа розбилася. Якщо постійно піддаватися згубному впливові парів ртуті, то вона буде накопичуватися в організмі людини, шкодячи здоров'ю. Подібно до утилізації батарейок, для утилізації лампочок в Україні немає достатньої інфраструктури, відсутні державні пункти збору небезпечних відходів у населення. Утилізацію забезпечують переважно добровольці та оперативно-рятувальна служба.
За повідомленнями ЗМІ, в Києві, в першій половині лютого 2018 року, КП "Київкомунсервіс" було встановлено понад 30 контейнерів для батарейок, лампочок, ртутних градусників та інших небезпечних відходів.

## Виробники люмінесцентних ламп в Україні
- ПАТ «Іскра» (Львів) [Архівовано 10 квітня 2022 у Wayback Machine.]
- ТОВ «Завод ГРЛ» (Полтава) [Архівовано 5 червня 2012 у Wayback Machine.]